# Gustav von Rauch
Gustav Johann Georg von Rauch (Braunschweig, 1 de Abril de 1774 — Berlim, 2 de Abril de 1841) foi general prussiano, ministro da guerra e chefe do Estado-Maior.